# Academia Lavrense de Letras
A Academia Lavrense de Letras (ALL), criada em 17 de novembro de 1967 através da lei municipal n. 675, tem por finalidade a união dos intelectuais lavrenses, o cultivo e a difusão das letras, bem como o desenvolvimento cultural da comunidade de Lavras.

## Histórico

### Antecedentes
Os primeiros grêmios literários e grupos dramáticos de Lavras surgiram no final do Século XIX, como o Clube Literário e Musical (fundado por Samuel Gammon em 1896) e o Clube Recreativo 21 de Abril (fundado em 1899). Estas entidades eram ligadas aos educandários então existentes e tinham participação ativa no antigo teatro municipal.
Em 6 de janeiro de 1949 foi criada a Sociedade dos Amigos de Lavras (SAL), cujo propósito maior era dignificar o homem  e engrandecer a terra de Lavras nos aspectos econômicos, culturais e sociais. Ao longo dos quase vinte anos de existência, a SAL foi uma das principais entidades cívicas da cidade, promovendo diversos eventos e iniciativas nas áreas culturais, educacionais, esportivas e filantrópicas. Os atuais Museu Bi Moreira e a Biblioteca Pública Meirinha Botelho estão entre as heranças diretas das ações da SAL.

### Fundação
No início dos anos 1960, Lavras se via numa grave crise intelectual desencadeada pela demolição do Teatro Municipal, o desaparecimento da Sociedade Lavrense de Cultura Artística (SOLCA) e da Sociedade dos Amigos de Lavras, o fim da publicação de A Gazeta de Lavras - o único semanário impresso da época -,  e o quase fechamento da Escola Superior Agrícola de Lavras. No final da década, motivada pela celebração do primeiro centenário da cidade (1968), ensaiou-se um renascimento cultural em Lavras através de novas ações nesta área. Foi assim que em 1967 o vereador Herculano Pinto Filho elaborou uma lei recomendado a criação da Academia Lavrense de Letras para o dia 20 de julho do ano seguinte, o que não aconteceu.
Seria preciso esperar até o primeiro semestre de 1969 para o poder executivo municipal indicar uma comissão especial que tomasse as providências no sentido de efetivar a instalação da criada arcádia. No dia 12 de junho deste ano, reuniram-se os intelectuais da época com a missão anteriormente recomendada. Foram eles: Almir de  Paula Lima, juiz de Direito e escritor; Carmem Pereira Cartaxo; educadora lavrense; Hugo José de Oliveira, jornalista e advogado; Herculano Pinto Filho, radialista e político; Maria Carolina Brasileiro de Castro, professora e escritora; Maria Eugênia Maceira Montenegro, escritora; Nilza Helena Costa; Nelly Furbetta Pinheiro, poetisa e professora; Orlando Haddad, médico e político; Otávio José Alvarenga, jornalista e advogado; Sílvio do Amaral Moreira, museólogo e jornalista; Sinval Silva, professor lavrense; Tuffy Haddad, advogado e político; e Waldyr Azevedo. Após a reunião foi eleita a primeira diretoria da Academia Lavrense de Letras, que atuou  no período de 12 de junho de 1969 a 31 de dezembro 1972.

### Primeira reestruturação
Por um período de dez anos a entidade permaneceu silenciosa e sem atividades nos meios culturais e literários lavrenses, até porque não possuía estatuto, regimento interno e constituição jurídica para suas atividades. Foram onze anos de quase inatividade completa, até que o jornalista Hugo José de Oliveira assumisse uma posição na sociedade lavrense, conscientizando a todos da necessidade de reativar a instituição, que estava adormecida sob a arte poética e o véu literário.
No dia 10 de novembro de 1984, nas dependências da Casa da Cultura Bi Moreira, às vinte horas, compareceram os seguintes membros naquele endereço: Maria Olímpia Alves de Melo, Maria Cássia Terra Mendes, Murilo Mendes Lima, Maria da Conceição Alves, Nelly Furbetta Pinheiro e Hugo José de Oliveira, esses dois últimos acadêmicos são os únicos que participaram da primeira diretoria de fundação da arcádia lavrense. Diante dos presentes, foram eleitos: presidente: Hugo José de Oliveira; secretária: Maria Olímpia Alves de Melo; e tesoureira: Maria Cássia Terra Mendes.
O período de 1984 até o fim do século mostrou-se o mais constante e produtivo da Academia, época em que várias publicações e antologias foram feitas, incluindo uma coluna semanal no jornal Tribuna de Lavras. Outros acadêmicos que fizeram parte da ALL neste período, além dos já citados, foram: Ângela Faria de Paula Lima, Antônio Russi, Canísio Ignácio Lunkes, Carlos Frederico Leite Corrêa, Eduardo Cicarelli, Homero de Carvalho Faria, José Alves de Andrade, Luiz Carlos Ferreira de Souza Oliveira, Maria Regina Gomes e Souza, Paulo Adolfo Machado Lages, Paulo Expedido Rodarte, Pedro Coimbra Pádua, Sebastião da Silveira Naves, Terezinha de Lourdes Rezende, Wanda Faria de Paula Lima e Zenita Cunha Guenther.

### Novas reestruturações
Após novo período silencioso, em 2012, a Academia Lavrense de Letras volta a se reunir na Casa da Cultura Bi Moreira. Em 2016, o plenário acadêmico é substancialmente alterado, quando antigos membros são desligados, concomitantemente à expansão do corpo acadêmico, estabelecendo-se quarenta membros efetivos, vinte correspondentes e quarenta acadêmicos juvenis. Em 2018, ocorre outra reestruturação, quando o plenário acadêmico é reduzido, enquanto a Academia Juvenil de Letras e Artes de Lavras é suprimida. Em 2021, o número de cadeiras da Academia é fixado em vinte.

## Acadêmicos

### Lista dos presidentes
|      | Nome                                   | Início | Término | Observações         |
| ---- | -------------------------------------- | ------ | ------- | ------------------- |
| 1.º  | Almir Paula Lima                       | 1969   | 1970    |                     |
| -    | Período inativo                        | 1971   | 1984    |                     |
| 2.º  | Hugo José de Oliveira                  | 1984   | 1986    |                     |
| 3.º  | Almir Paula Lima                       | 1987   | 1988    | segunda vez         |
| 4.º  | Maria Cássia Terra Mendes              | 1989   | 1990    |                     |
| 5.º  | Luiz Carlos Ferreira de Souza Oliveira | 1991   | 1992    |                     |
| 6.º  | Sebastião Naves da Silveira            | 1993   | 1994    |                     |
| 7.º  | Paulo Adolfo Machado Lages             | 1995   | 1996    |                     |
| 8.º  | Almir Paula Lima                       | 1997   | 1998    | terceira vez        |
| -    | Período inativo                        | 1999   | 2003    |                     |
| 9.º  | Carlos Frederico Leite Corrêa          | 2003   | 2007    |                     |
| -    | Período inativo                        | 2008   | 2011    |                     |
| 10.º | Carlos Frederico Leite Corrêa          | 2012   | 2014    | segunda vez         |
| 11.º | Chrystiani de Souza Paiva Capelli      | 2014   | 2015    |                     |
| 12.º | José Passos de Carvalho                | 2015   | 2017    |                     |
| 13.º | José Claret Mattioli                   | 2017   | 2017    | menos de dois meses |
| 14.º | Terezinha de Lourdes Rezende           | 2017   | 2022    |                     |
| 15.º | Rosemary Chalfoun Bertolucci           | 2022   | 2024    |                     |
| 16.º | Vanderlei Barbosa                      | 2024   | Hoje    |                     |

### Acadêmicos fundadores
Em 20 de agosto de 1969, em acontecimento festivo no Auditório Martha Roberts, foram empossados os primeiros acadêmicos, que logo indicaram os seus patronos .
| Patrono               | Acadêmico                           |
| --------------------- | ----------------------------------- |
| Dario Lins            | Otávio José de Alvarenga            |
| Augusto Silva         | Carmem Pereira Cartaxo              |
| Jorge Goulart         | Nellly Furbetta Pinheiro            |
| João da Costa Ribeiro | Maria Eugênia Macieira Montenegro   |
| Sylvio Moreaux        | Maria Carolina Brasileiro de Castro |
| Erasmo Braga          | Sinval Silva                        |
| João da Silva Pena    | Orlando Haddad                      |
| Alberto de Carvalho   | Hugo José de Oliveira               |
| Azarias Ribeiro       | Nilza Helena Costa                  |
| Samuel Rhea Gammon    | Waldyr Azevedo                      |
| Francisco Salles      | Tuffy Haddad                        |
| Paulo Menicucci       | Herculano Pinto Filho               |
| Firmino Costa         | Almir Paula Lima                    |
| Sem patrono           | Sílvio do Amaral Moreira            |

### Acadêmicos da primeira reestruturação
No dia 10 de novembro de 1984, nas dependências da Casa da Cultura, às vinte horas, compareceram os seguintes membros naquele endereço: Maria Olímpia Alves de Melo, Maria Cássia Terra Mendes, Murilo Mendes Lima, Maria da Conceição Alves, Nelly Furbetta Pinheiro e Hugo José de Oliveira, esses dois últimos acadêmicos são os únicos que participaram da primeira diretoria de fundação da arcádia lavrense. No período de sua primeira reestruturação, entre 1984 até 2007, a Academia Lavrense de Letras foi composta pelos seguintes membros.
| Patrono                          | Acadêmico                              | Sucessor                    |
| -------------------------------- | -------------------------------------- | --------------------------- |
| Augusto Silva                    | Carmem Pereira Cartaxo                 | Maria Cássia Terra Mendes   |
| Jorge Goulart                    | Nellly Furbetta Pinheiro               |                             |
| João da Costa Ribeiro            | Maria Eugênia Macieira Montenegro      |                             |
| Sylvio Moreaux                   | Maria Carolina Brasileiro de Castro    |                             |
| João da Silva Pena               | Orlando Haddad                         | Maria Olímpia Alves de Melo |
| Paulo Menicucci                  | Herculano Pinto Filho                  |                             |
| Firmino Costa                    | Almir Paula Lima                       |                             |
| Roberto Coimbra                  | Maria da Conceição Alves               |                             |
| Álvaro Botelho                   | Hugo José de Oliveira                  |                             |
| Jacy de Souza Lima               | Murillo Mendes Lima                    |                             |
| João Guimarães Rosa              | Luiz Carlos Ferreira de Sousa Oliveira |                             |
| Carlota Kemper                   | Maria Regina Gomes e Sousa             |                             |
| Oscar Negrão de Lima             | Eduardo Cicarelli                      |                             |
| José Antônio Pereira de Mesquita | Sebastião da Silveira Naves            |                             |
| José Luiz de Mesquita            | Pedro Coimbra Pádua                    |                             |
| Murilo Monteiro Mendes           | Paulo Adolfo Machado Lages             |                             |
| Sílvio do Amaral Moreira         | José Alves de Andrade                  |                             |
| Pedro Nava                       | Carlos Frederico Leite Corrêa          |                             |
| Catulo da Paixão Cearense        | Wanda Faria de Paula Lima              |                             |
| Tomás Antônio Gonzaga            | Canísio Ignácio Lunkes                 |                             |
| Monteiro Lobato                  | Terezinha de Lourdes Rezende           |                             |
| Victor Bastos                    | Antônio Russi                          |                             |
| Rubem Alves                      | Paulo Expedido Rodarte                 |                             |
| Guilherme de Almeida             | Ângela Faria de Paula Lima             |                             |
| Joaquim José Leão de Qorpo Santo | Homero de Carvalho Faria               |                             |
| Helena Antipoff                  | Zenita Cunha Guenther                  |                             |

## Reconhecimento
A Academia Lavrense de Letras é considerada de utilidade pública municipal pela lei municipal n. 4.223, de 6 de julho de 2015 e de utilidade pública estadual pela lei estadual n. 22.498, de 2 de maio de 2017.
Em 2016 a ALL criou o Diploma do Mérito Cultural “Professor Firmino Costa”, que objetiva homenagear, anualmente, personalidades que tenham contribuído para o engrandecimento e divulgação de ações culturais em Lavras e na esfera regional. A entrega se dá em sessão solene do Plenário da Academia Lavrense de Letras. Foram diplomados: Ângelo Alberto de Moura Delphim, Azená de Oliveira, Eugênio Pacelli, Sara Chaufoun, Grupo de Teatro "Construção", Instituto Histórico e Geográfico de São João del-Rei, 8.º Batalhão da Polícia Militar de Minas Gerais.

## Publicações
- (1986-2003) Revista Lavras Cultura (números 1-9), em parceria da Fundação de Apoio ao Ensino a Pesquisa e a Extensão e Prefeitura Municipal de Lavras.
- (1993-2003) Antologia da Academia Lavrense de Lavras (volumes 1 e 2).
- (1998) Boletim da Academia Lavrense de Lavras (número 1).